# Karlstal (Schollene)
Karlstal, auch Karlsthal geschrieben, ist ein Wohnplatz im Ortsteil Ferchels der Gemeinde Schollene im Landkreises Stendal in Sachsen-Anhalt.

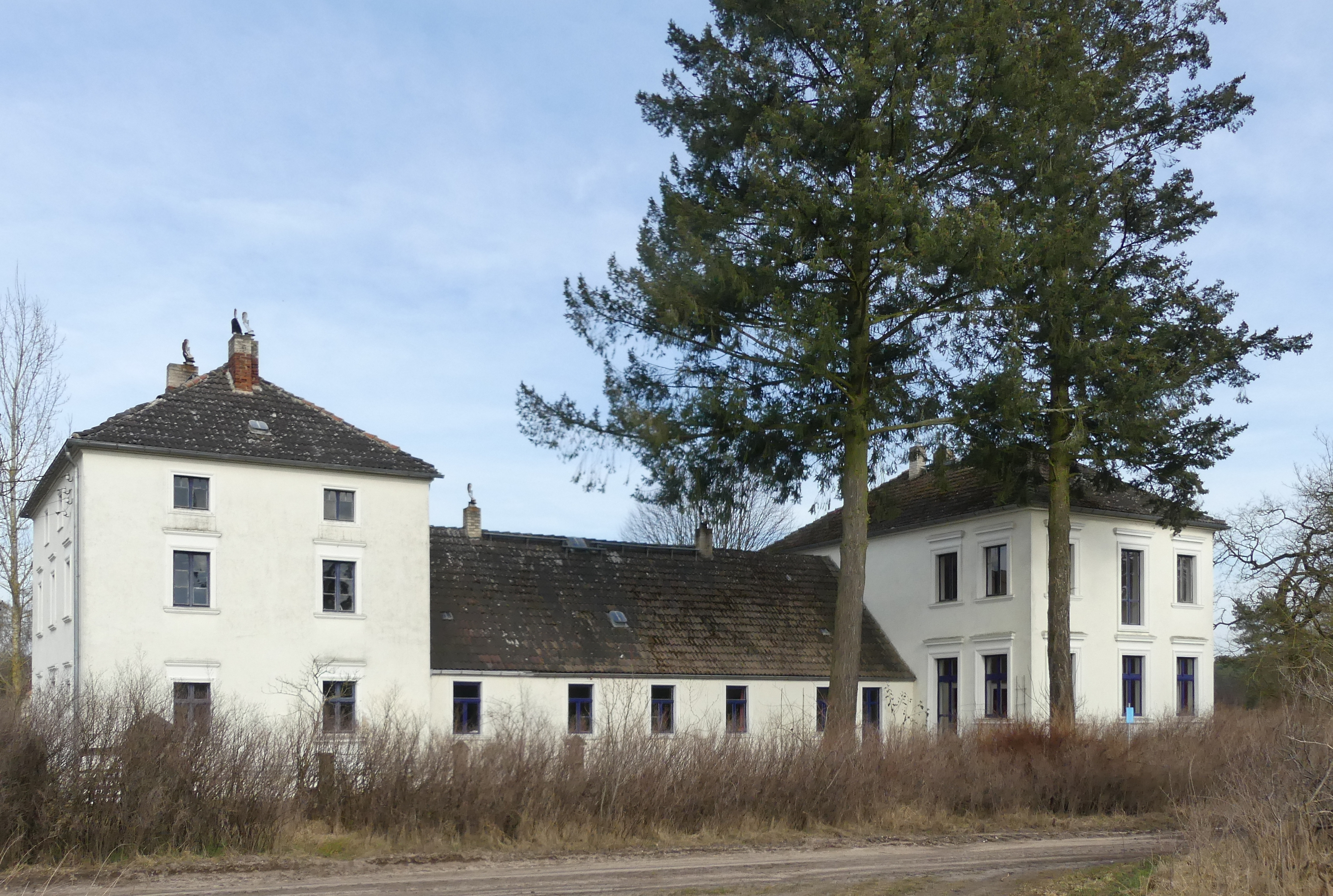
Gutshaus Karlstal

## Geografie
Der Wohnplatz Karlstal liegt einen Kilometer südöstlich von Ferchels in eine Senke am Rande des Fauna-Flora-Habitat-Gebietes „Untere Havel und Schollener See“.

## Geschichte
Der Ort entstand als „herausgebautes“ Gut aus 14 vereinzelten Bauernhöfen aus Ferchels, ist also ursprünglich ein Abbau. Das Gutshaus wurde im 18. Jahrhundert errichtet. Ende des 19. Jahrhunderts waren durch Parzellierung nur noch 5 Höfe übrig.
Die erste Benennung des Ortes stammt aus dem Jahre 1853, als im Öffentlicher Anzeiger zum Amtsblatt der Regierung in Potsdam mitgeteilt wurde: „Dem Etablissement des Brauereibesitzers Heideprim bei Ferchels unweit Genthin ist die Benennung »Carlsthal« beigelegt.“ Hierbei handelte es sich um den Rathenower Brauerei- und Ziegeleibesitzer Friedrich Wilhelm Heidepriem, dessen 1846 geborener Sohn Julius Karl hieß. Im Jahre 1855 beantragte Wilhelm Heidepriem den Bau einer Spiritusbrennerei und die Anlage eines Roßwerkes (Göpel) auf seinem Gut Carlstal. Es folgten viele Besitzerwechsel. Im Jahre 1932 heißt der Ort auf dem Messtischblatt Karlsthal. Letzter Besitzer des Gutes vor 1945 war der rheinländische Tuchfabrikant Victor Achter.
In den letzten Tagen des Zweiten Weltkrieges diente das Gutshaus als russisches Lazarett. Nach 1945 zogen westpreußische Flüchtlingsfamilien ein. Bis 1979 war der Forstbetrieb Klietz Mieter des Gutshauses.
Im Gebäude arbeiten bis zu 10 Frauen für das Fernsehgerätewerk Staßfurt.

## Kultur und Sehenswürdigkeiten
- Das Gutshaus Karlstal, ein Fachwerksbau aus dem 18. Jahrhundert, wurde im 19. Jahrhundert durch einen hohen seitlichen Pavillonbau erweitert. Es gehörte zu früher zu einem landwirtschaftliche Forstgut[4] und steht heute unter Denkmalschutz.
- Das Gutshaus und das ehemalige Forsthaus sind heute wieder bewohnt.[8]